# François d’Aix de Lachaise

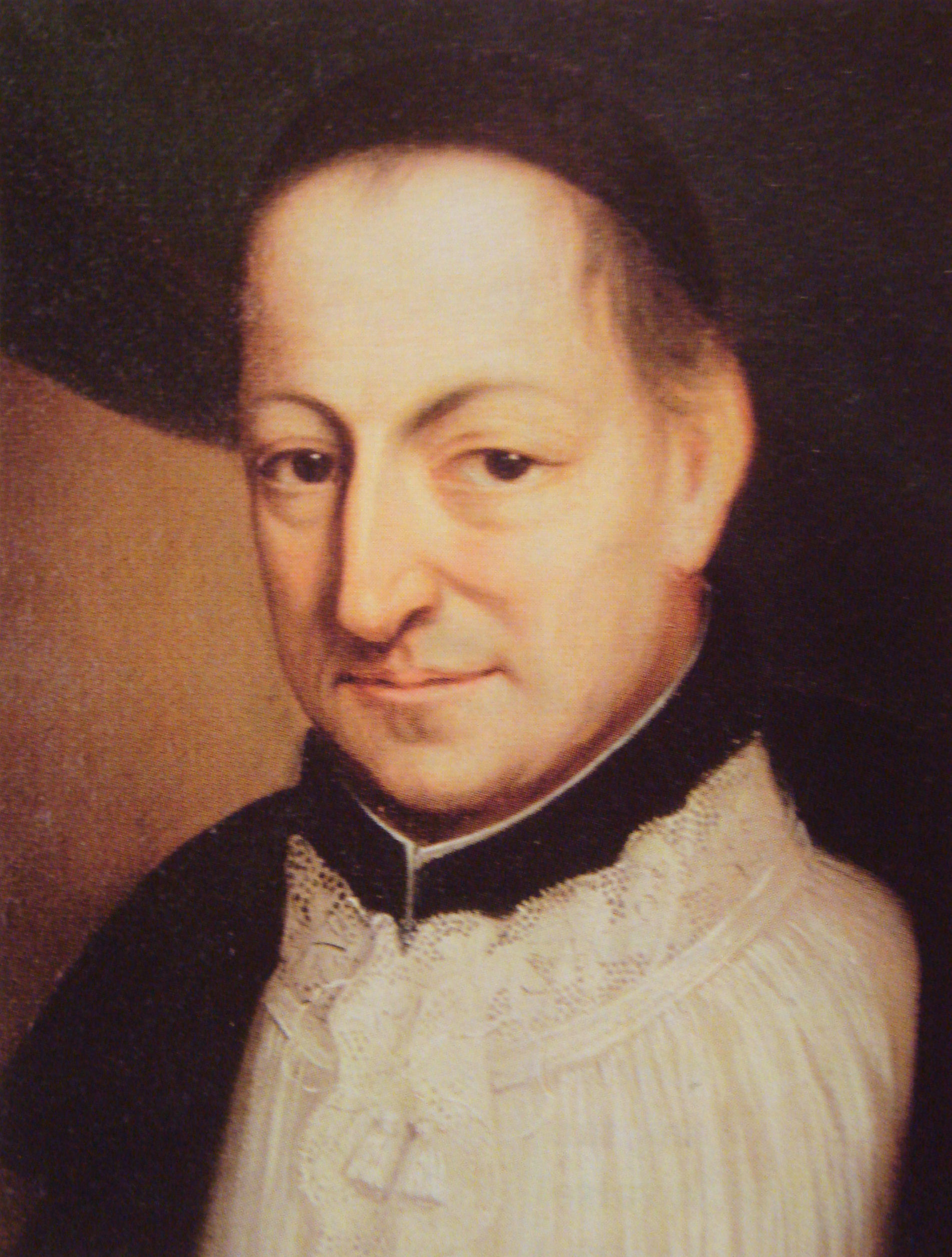
François d’Aix de Lachaise

François d’Aix, seigneur de La Chaise (genannt Père Lachaise; * 25. August 1624 auf Schloss Aix bei Saint-Martin-la-Sauveté, Département Loire; † 20. Januar 1709 in Paris) war ein französischer Jesuit.

## Leben
Lachaise war ein Sohn von Georges d’Aix, Seigneur de La Chaise (um 1595–1651), und dessen Ehefrau Renée de Rochefort (1601–1682). Mütterlicherseits war er mit Pierre Coton (1564–1626), dem Beichtvater von Heinrich IV., verwandt.
Lachaise studierte im Jesuitenkollegium in Rohan, später wechselte er nach Lyon. Dort im Collège de la Trinité wurde er Professor der Physik und der schönen Wissenschaften und amtierte zeitweilig als Provinzial seines Ordens. Nach dem Tod seines Beichtvaters Jean Ferrier holte König Ludwig XIV. 1674 Lachaise als Nachfolger auf Empfehlung des Primas von Gallien, Erzbischof Camille de Neufville de Villeroy von Lyon, an den königlichen Hof nach Paris.
Lachaise wirkte mäßigend auf den König in dessen Kampf gegen den Jansenismus. Zeitgenossen beschrieben ihn als freundlich, gewandt, hoch gebildet und persönlich uneigennützig. Nach dem Tod von Königin Marie-Thérèse nahm er 1683 im kleinsten Kreis Ludwigs heimliche Trauung mit Madame de Maintenon vor. Über die Jahre wurde sein Einfluss bei Hofe, vor allem aber auf den König, immer größer. Dieser betraute ihn letztendlich mit der Verteilung der kirchlichen Pfründen. Zahlreiche politische Akteure suchten seinen Rat, um Zugang zum Sonnenkönig zu erhalten.
Er festigte seine Stellung durch die Begünstigung der ihm weiterhin ergebenen Madame de Maintenon und nahm in den Affären um die Erklärung der Geistlichkeit über die Freiheiten der gallikanischen Kirche, die Zurücknahme des Edikts von Nantes 1684 und in den quietistischen Streitigkeiten mit Erfolg das ultramontane Interesse wahr.
Lachaise gehörte dem Pariser Professenhaus (Maison professe de Paris) der Jesuiten und dem Jesuitenkolleg von Paris (Collège de Clermont) an. Ab 1701 war er Mitglied der Académie des inscriptions et belles-lettres.
Lachaise starb 1709 in Paris und fand in der Krypta der Kirche St-Paul-St-Louis seine letzte Ruhestätte. Noch im selben Jahr wurde Le Tellier, ebenfalls Jesuit, sein Nachfolger als Beichtvater des Sonnenkönigs.

## Namensgeber
König Ludwig XIV. hatte Lachaise östlich von Paris ein ausgedehntes Areal für einen Ruhesitz zur Verfügung gestellt. 1803 erwarb der Präfekt Nicolas Frochot das weitläufige Grundstück außerhalb der Stadtgrenzen und ließ dort den nach Lachaise benannten Friedhof Père-Lachaise anlegen. Im Frühjahr 1804 fand dort die erste Beerdigung statt.